# Vicq-sur-Nahon
Vicq-sur-Nahon é uma comuna francesa na região administrativa do Centro, no departamento Indre. Estende-se por uma área de 47,65 km². Em 2010 a comuna tinha 741 habitantes (densidade: 15,6 hab./km²).